# Red Deer (flygplats)
Red Deer är en flygplats i Kanada. Den ligger i den centrala delen av landet, 2 900 km väster om huvudstaden Ottawa. Red Deer ligger 904 meter över havet.
Terrängen runt Red Deer är platt. Närmaste större samhälle är Red Deer, 11,3 km nordost om Red Deer. 
Trakten runt Red Deer består till största delen av jordbruksmark. Runt Red Deer är det ganska tätbefolkat, med 104 invånare per kvadratkilometer.